# Ericabatrachus baleensis
Ericabatrachus baleensis is een kikker uit de familie Petropedetidae. Lange tijd werd de kikker echter tot de familie Pyxicephalidae gerekend zodat de literatuur hier niet eenduidig over is. De soort werd voor het eerst wetenschappelijk beschreven door Malcolm John Largen in 1991. Het is de enige soort uit het monotypische geslacht Ericabatrachus.

## Verspreiding
De kikker is endemisch in Ethiopië, en komt alleen voor in het Bale-gebergte, op een hoogte van 2400 tot 3200 meter boven zeeniveau. De soort is op slechts twee plaatsen aangetroffen, maar heeft vermoedelijk een wat groter verspreidingsgebied. De verspreiding van deze soort is nog niet goed in kaart gebracht vanwege een gebrek aan veldonderzoek.

## Habitat
Ericabatrachus baleensis wordt uitsluitend aangetroffen in gebieden waar de plant boomhei (Erica arborea) voorkomt. De wetenschappelijke geslachtsaanduiding Ericabatrachus verwijst hiernaar en betekent heide-pad, de soortaanduiding baleensis verwijst naar het verspreidingsgebied in het Bale-gebergte. De habitat bestaat uit de oevers van kleine, snelstromende beekjes.

## Voortplanting
Over de voortplanting is weinig bekend, aangezien de vrouwtjes grote, ongepigmenteerde eitjes afzetten wordt vermoed dat deze worden afgezet op het land en ze geen zichtbaar kikkervisjes-stadium kennen. Kleine, gepigmenteerde eitjes bevatten bij de kikkers in de regel minder ontwikkelde embryo's die eerst een vrijzwemmend larvenstadium doorlopen waarna de metamorfose plaatsvindt.